# Elisa Mendoza Tenorio
Elisa Mendoza Tenorio   (Barcelona, 1856 - Madrid, 26 de desembre de 1929) va ser una actriu del segle XIX, nascuda a Barcelona, però de pares castellans, habitual a les companyies titulars del Teatre Espanyol i del Teatre de la Comèdia, tots dos a Madrid.

## Biografia
Va ser filla de l'apuntador Francesc Mendoza Viñas, natural de Granada, i de l'actriu còmica madrilenya Rosa Sans Tenorio Amores. Va ser una deixebla rellevant de l'actriu Matilde Díez, i en ser la continuadora escènica de les grans actrius Teodora Lamadrid (Teodora Hervella, de nom real) i Elisa Boldún. Va destacar en la comèdia, però també va participar en el repertori de coneguts drames romàntics com ara Los amantes de Teruel, Don Juan Tenorio o El vergonzoso en palacio, i en peces de la dramatúrgia vuitcentista espanyola com ara Un drama nuevo, La niña boba, Redimir al cautivo, La bola de nieve, Lo positivo i La Fornarina; o encarnant el paper de Margarida de La muerte en los labios, la Beatriz de El seno de la muerte, la Martina de La mariposa, la Sucel de El amigo Fritz, la Petra de La pasionaria, la Teodora de El gran galeoto o la Consuelo de l'obra homònima de López de Ayala.
Va ser la promesa d'Adelardo López d'Ayala fins a la mort de l'escriptor en 1879. Més tard es va casar amb el pediatre Manuel Tolosa Latour, abandonant llavors l'escena. Va quedar viuda el 1919.